# Gnamptogenys rostrata
Gnamptogenys rostrata är en myrart som först beskrevs av Mayr 1866.  Gnamptogenys rostrata ingår i släktet Gnamptogenys och familjen myror. Inga underarter finns listade i Catalogue of Life.